# Hemitesia
Genre
Hemitesia est un genre d'oiseaux de la famille des Cettiidae.

## Liste des espèces
Selon la classification de référence du Congrès ornithologique international (14.2, 2024) il comporte deux espèces :
- Hemitesia pallidipes (Blanford, 1872) – Bouscarle à pattes claires
- Hemitesia neumanni (Rothschild, 1908) – Bouscarle de Neumann